# Bromure d'ammonium
Le bromure d'ammonium, NH4Br, est le sel d'ammonium de l'acide bromhydrique. Il cristallise en prismes incolores, au goût salé. Il se sublime sous l'action de la chaleur et est facilement soluble dans l'eau. Exposé à l'air, il jaunit progressivement par l'oxydation de traces de bromure (Br−) en dibrome (Br2).

## Préparation
Le bromure d'ammonium peut être préparé par action directe du bromure d'hydrogène sur l'ammoniac, dont la réaction est la suivante :
NH3 + HBr → NH4Br
Il peut également être préparé à l'aide d'une réaction entre de l'ammoniac et du bromure de fer(II) ou du bromure de fer(III). Celle-ci pouvant être obtenue par le passage d'une solution aqueuse de dibrome sur de la limaille de fer.
2 NH3 + FeBr2 + 2 H2O → 2 NH4Br + Fe(OH)2

## Réactions
Le bromure d'ammonium est un acide faible dont le pKa est d'environ 5. Il s'agit d'un sel acide car l'ion ammonium s'hydrolyse.
Le bromure d'ammonium est un électrolyte puissant lorsqu'il entre en contact avec l'eau :
NH4Br(s) → NH4+(aq) + Br−(aq)
Le bromure d'ammonium se décompose en ammoniac et en bromure d'hydrogène lorsqu'il est chauffé à des températures élevées :
NH4Br → NH3 + HBr

## Usages
Le bromure d'ammonium est utilisé en photographie dans la préparation d'émulsions photosensibles pour films, papiers ou plaques photographiques. Il est également utilisé dans l'ignifugation du bois ; en lithographie et gravure de processus ; mais aussi dans les inhibiteurs de corrosion ; ou encore dans les préparations pharmaceutiques.